# ألفريد جيلمان
ألفريد غودمان جيلمان (بالإنجليزية: Alfred Goodman Gilman)‏ (ولد في 1 يوليو 1941 - 24 ديسمبر 2015) هو عالم صيدلة وكيمياء حيوية أمريكي، تقاسم جائزة نوبل في الطب سنة 1994 مع مواطنه مارتن رودبل «لاكتشافهما للبروتينات ج ودور هذه البروتينات في توصيل الإشارات داخل الخلايا».

## نشأته وأسرته
ولد جيلمان في نيو هافن بولاية كونيتيكت. وكان أبوه «ألفريد جيلمان» أستاذاً بجامعة ييل، وواحداً ممن اشتركوا في تأليف مرجع علم الصيدلة الكلاسيكي «الأسس الصيدلية للمعالجة» (بالإنجليزية: The Pharmacological Basis of Therapeutics)‏، وقد اختار جيلمان الأب الاسم الأوسط لابنه «غودمان» تيمناً بشريكه في تأليف الكتاب «لويس غودمان». وقد اشترك جيلمان الابن نفسه في تحرير الطبعة العاشرة ـ الصادرة سنة 2001 ـ لهذا المرجع.

## تعليمه
حصل جيلمان على درجة البكالوريوس في العلوم من جامعة ييل سنة 1962، ثم التحق بدراسات الدكتوراه في مدرسة الطب بجامعة كيس وسترن ريسرف في كليفلاند بولاية أوهايو، حيث سعى للدراسة تحت إشراف عالم الصيدلة إيرل سوثرلند (حائز جائزة نوبل في الطب سنة 1971)، ولكن سوثرلند سرعان ما انتقل إلى جامعة فاندربيلت، فدرس جيلمان على يد ثيودور رال، مساعد سوثرلند الشاب.
تخرج جيلمان في جامعة محمية كيس الغربية سنة 1969، ثم بدأ في إجراء أبحاث ما بعد الدكتوراه في المعاهد الوطنية للصحة بين عامي 1969 و1971 مع مارشال نيرنبرغ (حائز جائزة نوبل في الطب سنة 1968).

## عمله الأكاديمي والبحثي
في سنة 1971 عين جيلمان أستاذاً لعلم الصيدلة في مدرسة الطب بجامعة فيرجينيا في مدينة تشارلوتسفيل. وفي سنة 1981 تولى رئاسة قسم علم الصيدلة بالمركز الطبي بجامعة جنوب غرب تكساس في مدينة دالاس، وانتخب عضواً بالأكاديمية الوطنية الأمريكية للعلوم سنة 1986. وفي سنة 2005 انتخب عميداً لمدرسة الطب بجامعة جنوب غرب تكساس في دالاس. كما يشغل جيلمان عضوية المجلس الاستشاري لعلماء ومهندسي أمريكا، وهي منظمة تابعة للحكومة الأمريكية تهتم بتطوير العلوم.

## الجوائز
إلى جانب حصول جيلمان على جائزة نوبل في الطب سنة 1994، حصل أيضاً على كل من:
- جائزة ألبرت لاسكر للأبحاث الطبية الأساسية (1989)
- جائزة لويزا غروس هورويتز من جامعة كولومبيا سنة 1989 (مناصفة مع إدوين كريبس)

## روابط خارجية
- ألفريد جيلمان على موقع الموسوعة البريطانية (الإنجليزية)
- ألفريد جيلمان على موقع مونزينجر (الألمانية)
- ألفريد جيلمان على موقع إن إن دي بي (الإنجليزية)